# Хэвлок, Эрик Альфред
Эрик Альфред Хэвлок (англ. Eric Alfred Havelock, 3 июня 1903, Лондон — 4 апреля 1988, Покипси, Нью-Йорк) — британский филолог-классик, проведший большую часть жизни в США и Канаде.
Профессор Университета Торонто, он, в отличие от многих коллег, избегавших участия в политике, был активен в канадском социалистическом движении.
В 1960—1970-х годах он возглавлял классические факультеты в Гарварде и Йеле.
Хэвлок получил образование на основе классических традиций Оксбриджа, в соответствии с которыми греческая интеллектуальная история рассматривалась как непрерывная цепь взаимосвязанных идей. Сам он предложил новую модель понимания классического мира, базирующуюся на противопоставлении литературы VI-го и V-го веков до н. э. литературе как она стала развиваться с IV-го века. до н. э.
Большая часть работ Хэвлока сосредоточена на доказательстве тезиса, согласно которому вся западная культура, в том числе философия, образована, в основном, благодаря созданию греческого алфавита, что и позволило осуществить так называемое греческое чудо.
Этот подход оспаривался в классических исследованиях и не был принят многими современниками Хэвлока. Тем не менее, его идеи в силу их доказательности оказывают значительное влияние не только на классические исследования. Хэвлок, как и Уолтер Онг, испытавший влияние не только Хэвлока, но и Маршалла Маклюэна, существенным образом повлиял на создание направления экологии медиа, изучающего, наряду с прочим, переход от устной речи к письменности. Хэвлок является самым цитируемым специалистом в этой связи. Его работы оказали влияние на инфокоммуникационные теории Гарольда Инниса и Маршалла Маклюэна.

## Биография
Окончил Кембридж. Профессиональную деятельность начал в Канаде, в одном из университетов Новой Шотландии, затем — в Торонтском университете. Стал одним из основателей социалистической Лиги социальной перестройки, выступал с политическими протестами, что вызвало недовольство университетского начальства.
В 1930-е годы, помимо исследований греческой и латинской классики, начал разрабатывать идеи о ключевом значении технологий коммуникации на основе алфавита для становления европейской культуры, в том числе общественной и философской мысли, сотрудничая в этом с Гарольдом Иннисом и способствуя работе Маршалла Маклюэна и Уолтера Онга.
В 1944 стал первым президентом Ассоциации филологов-классиков Онтарио. Профессор Гарвардского университета (1947—1963), Йельского университета (1963—1971), университета штата Нью-Йорк в Буффало (1971—1973). Вышел в отставку в 1973.

## Труды
Книга Хэвлока «Предисловие к Платону» (1963), развивавшая его давние идеи о значении алфавита для расцвета греческой мысли, оказала значительное влияние на гуманитарные исследования. Она была переведена на многие языки, включая японский, и вызвала множество публикаций.
Позже она была дополнена книгами «Пролог к греческой грамотности» (1971), «Революция грамотности в Греции и её культурные последствия» (1981) и «Муза учится писать: Размышления об устном и письменном от античности до наших дней» (1986).
В 1980-е годы на идеи Хэвлока критически откликнулись философы А. Макинтайр и Л. Штраус.

## Основные публикации
- The Lyric Genius of Catullus (1939)
- The canons of Catullan criticism (1939)
- The Crucifixion of Intellectual Man, Incorporating a Fresh Translation into English Verse of the Prometheus Bound of Aeschylus (1950)
- The Liberal Temper in Greek Politics (1957)
- Preface to Plato (1963)
- Pre-Literacy and the Pre-Socratics (1966)
- Prologue to Greek Literacy (1971)
- Origins of western literacy (1976)
- The Greek Concept of Justice: From its Shadow in Homer to its Substance in Plato (1978)
- Communication arts in the ancient world (1978)
- The Literate Revolution in Greece and its Cultural Consequences (1981)
- Harold A. Innis: a memoir (1982)
- The Muse Learns to Write: Reflections on Orality and Literacy from Antiquity to the Present (1986)
- Chinese characters and the Greek alphabet (1987)